# Philip Waruinge
Philip Waruinge est un boxeur kényan né le 3 février 1945 à Murang'a (colonie et protectorat du Kenya) et mort le 19 octobre 2022 à Nakuru (Kenya).

## Carrière
Philip Waruinge remporte la médaille de bronze dans la catégorie poids plumes aux Jeux olympiques de Mexico en 1968. Malgré sa défaite aux points en demi-finale contre le Mexicain Antonio Roldán, il reçoit le trophée Val Barker à l'issue de cette compétition et parvient quatre ans plus tard aux Jeux de Munich à remporter la médaille d'argent, toujours en poids plumes.
Philip Waruinge entame une carrière professionnelle en 1973 au Japon et détiendra le titre national des poids super-coqs entre 1975 et 1977. Il s'inclinera en revanche deux fois en championnat du monde : face à Rigoberto Riasco pour la ceinture WBC des super-coqs puis contre Carlos Zarate pour celle des poids coqs.

## Palmarès

### Jeux olympiques
- Médaillé de bronze aux Jeux olympiques de 1968 à Mexico[2] (poids plumes)
- Médaillé d'argent Jeux olympiques de 1972 à Munich[3] (poids plumes)

### Jeux africains
- Médaillé d'or aux Jeux africains de 1965 à Brazzaville (poids plumes)

### Championnats d'Afrique de boxe amateur
- Médaillé d'or aux Championnats d'Afrique de boxe amateur 1964 à Accra (poids plumes)
- Médaillé d'or aux Championnats d'Afrique de boxe amateur 1966 à Lagos (poids plumes)
- Médaillé d'or aux Championnats d'Afrique de boxe amateur 1968 à Lusaka (poids plumes)

### Jeux du Commonwealth
- Médaillé de bronze aux Jeux de l'Empire britannique et du Commonwealth de 1962 à Perth (poids mouches)
- Médaillé d'or aux Jeux de l'Empire britannique et du Commonwealth de 1966 à Kingston (poids plumes)
- Médaillé d'or aux Jeux du Commonwealth britannique de 1970 à Édimbourg (poids plumes)